# Naproxen
Naproxen, được bán dưới tên thương hiệu Naprosyn, là một loại thuốc chống viêm không steroid (NSAID) được sử dụng để điều trị đau, chuột rút kinh nguyệt, các bệnh viêm như viêm khớp dạng thấp và sốt. Nó được uống qua miệng. Nó có sẵn trong các công thức phát hành ngay lập tức và công thức chậm trễ. Thuốc bắt đầu có hiệu lực trong vòng một giờ và kéo dài đến mười hai giờ.
Các tác dụng phụ thường gặp bao gồm chóng mặt, nhức đầu, bầm tím, dị ứng, ợ nóng và đau dạ dày. Các tác dụng phụ nghiêm trọng bao gồm tăng nguy cơ mắc bệnh tim, đột quỵ, xuất huyết tiêu hóa và loét dạ dày. Nguy cơ mắc bệnh tim có thể thấp hơn so với các NSAID khác. Nó không được khuyến cáo ở những người có vấn đề về thận. Sử dụng không được khuyến cáo trong ba tháng cuối cùng của thai kỳ.
Naproxen là một chất ức chế COX không chọn lọc. Nó là trong nhóm thuốc propionic acid. Là một NSAID, naproxen dường như phát huy tác dụng chống viêm của nó bằng cách giảm sản xuất các chất trung gian gây viêm được gọi là prostagladin. Nó được chuyển hóa ở gan thành các chất chuyển hóa không hoạt động.
Naproxen được cấp bằng sáng chế vào năm 1967 và được chấp thuận cho sử dụng y tế tại Hoa Kỳ vào năm 1976. Nó có sẵn trên quầy và như một loại thuốc gốc. Tại Vương quốc Anh, chi phí khoảng 0,15 bảng mỗi liều vào năm 2017. Tại Hoa Kỳ, chi phí bán buôn cho mỗi liều ít hơn 0,10 đô la Mỹ vào năm 2018. Năm 2016, đây là loại thuốc được kê đơn nhiều thứ 68 tại Hoa Kỳ, với hơn 11 triệu đơn thuốc.